# NearLink
NearLink (en chino: 星闪), también conocido como SparkLink, es un estándar de tecnología inalámbrica de corto alcance, desarrollado por SparkLink Alliance, con el liderazgo de Huawei, que se estableció el 22 de septiembre de 2020. A septiembre de 2023, la alianza cuenta con más de 300 empresas e instituciones a bordo, que incluyen fabricantes de automóviles, fabricantes de chips y módulos, desarrolladores de aplicaciones, empresas de TIC e instituciones de investigación.